# 裸叶鳞毛蕨
裸叶鳞毛蕨（学名：Dryopteris gymnophylla）为鳞毛蕨科鳞毛蕨属下的一个种。